# Список богомолів Ізраїлю
У фауні Ізраїлю відомо близько 15 видів богомолів. Богомоли поширені в основному в субтропічних та тропічних країнах з теплим кліматом, лише окремі види зустрічаються у помірному кліматі.

## Список видів
| Наукова назва, автор, рік опису               | Таксономія            | Статус МСОП | Зображення | Зауваження щодо поширення |
| Microthespis dmitriewi Werner, 1908           | Родина Mantidae       |             |            |                           |
| Mantis religiosa Linnaeus, 1758               | Родина Mantidae       | LC          |            |                           |
| Hypsicorypha gracilis Burmeister, 1838        | Родина емпузові       | -           |            |                           |
| Empusa fasciata Brullé, 1832                  | Родина емпузові       | -           |            |                           |
| Blepharopsis mendica (Fabricius, 1775)        | Родина емпузові       | —           |            |                           |
| Iris oratoria Linnaeus, 1758                  | Родина Tarachodidae   | -           |            |                           |
| Sphodromantis viridis viridis (Forskål, 1775) | Родина Mantidae       | —           |            |                           |
| Geomantis larvoides Pantel, 1896              | Родина Mantidae       | —           |            |                           |
| Rivetina baetica Rambur, 1839                 | Родина Mantidae       | —           |            |                           |
| Eremoplana infelix Uvarov, 1924               | Родина Mantidae       | —           |            |                           |
| Miomantis paykullii Stal, 1871                | Родина Mantidae       | —           |            |                           |
| Perlamantis allibertii Guerin-Meneville, 1843 | Родина Mantidae       | —           |            |                           |
| Ameles heldreichi Brunner von Wattenwyl, 1882 | Родина Mantidae       | —           |            |                           |
| Pareuthyphlebs palmonii Uvarov, 1939          | Родина Eremiaphilidae | —           |            |                           |
| Eremiaphila brunneri Lefebvre, 1835           | Родина Eremiaphilidae | —           |            |                           |